# Argyrometra mortenseni
Argyrometra mortenseni är en sjöliljeart som beskrevs av A.H. Clark 1917. Argyrometra mortenseni ingår i släktet Argyrometra och familjen fjäderhårstjärnor. Inga underarter finns listade i Catalogue of Life.